# Liste de tueurs à gages de fiction
 (mars 2025).
Les tueurs à gages sont souvent utilisés dans la fiction, aussi bien au cinéma qu'en littérature ou encore dans les jeux vidéo. Voici une liste de tueurs à gages de fiction classés par thème d'utilisation.

## Bande dessinée - Comics - Manga
- Deadpool, antihéros dans les comics  de X-Men et Spider-Man dans Marvel Comics ;
- Bullseye, super-vilain dans les comics Daredevil de Marvel Comics ;
- Miss Doublefinger, personnage du manga One Piece ;
- Golgo 13, dans le manga éponyme du mangaka Takao Saito ;
- Harry Henke, personnage de la série de bande dessinée Largo Winch de Jean Van Hamme ;
- Zabuza Momochi, mercenaire et tueur à gages dans le manga Naruto de Masashi Kishimoto ;
- Tommy Monaghan, personnage du comic The Demon (1993-1995) de Garth Ennis et John McCrea ;
- Tao Pai Pai, personnage du manga Dragon Ball ;
- Zéno Zoldik , personnage du manga Hunter × Hunter ;
- La Mangouste, personnage de la BD XIII ;
- Elektra, personnage des comics Daredevil ;
- SiongYing personnage du manga Angel heart;

## Cinéma
- Agent 47 (Timothy Olyphant), dans le film Hitman (2007) de Xavier Gens ; (Rupert Friend), dans le film Agent 47 (2015) d'Aleksander Bach
- Winston Baldry (James Gandolfini), dans le film Le Mexicain (2001) de Gore Verbinski ;
- Bastien (Mac Ronay), dans le film Les Tontons flingueurs (1963) de Georges Lautner ;
- (Jean Benguigui) dans le film Buffet froid (1979) de Bertrand Blier ;
- Frank Carden (Morgan Freeman), tueur à gages à la solde de la CIA, dans le film Le Contrat (2006) de Bruce Beresford ;
- Le Chacal (Edward Fox), tueur à gages chargé de tuer le président Charles De Gaulle dans le film Chacal (1973) de Fred Zinnemann ;
- Le Chacal (Bruce Willis), tueur à gages impitoyable engagé pour un attentat contre un haut dirigeant des États-Unis dans le film Le Chacal (1997) de Michael Caton-Jones ;
- El Chivo (Emilio Echevarría), ex-guerillero communiste devenu tueur à gages dans le film Amours chiennes (2000) de Alejandro González Iñárritu ;
- Les tueurs à gage du Détachement International des Vipères Assassines dans Kill Bill (2003 et 2004) de Quentin Tarantino, dont faisait partie l'héroïne dite "La Mariée" jouée par Uma Thurman ;
- Dekker (Forest Whitaker), dans le film Diary of a Hitman (1991) de Roy London ;
- Daniel Forest (Richard Bohringer), tueur à gages dans le film Péril en la demeure (1984) de Michel Deville ;
- Larry Gigli (Ben Affleck), tueur à gages travaillant pour le compte de Louis (Lenny Venito) dans le film Amours troubles (2003) de Martin Brest ;
- (Hisashi Igawa) dans le film Bullet Ballet de Shinya Tsukamoto ;
- Lampourde, le spadassin (Riccardo Garrone), dans le film Le Capitaine Fracasse (1961) de Pierre Gaspard-Huit ;
- Grégoire Lecomte (Pierre Richard), tueur à gages malgré lui, engagé par la mafia à la suite d'un quiproquo dans le film Le Coup du parapluie (1980) de Gérard Oury ;
- Léon (Jean Reno), dans Léon (1994) de Luc Besson ;
- Ralf Milan (Lino Ventura) dans L'emmerdeur (1973) d'Édouard Molinaro ;
- Milo (Dennis Hopper), dans Une trop belle cible (1990) de Dennis Hopper et Alan Smithee ;
- Shoeï Narumi (Yusaku Matsuda), tueur professionnel pour divers clans yakuza dans la trilogie des Yûgi (1978/1979), signée Tôru Murakawa ;
- Nikita (Anne Parillaud), tueuse à gages pour le gouvernement sous le nom de code Joséphine dans le film Nikita (1990) de Luc Besson ;
- Robert Rath (Sylvester Stallone), meilleur tueur à gages de sa profession dans le film Assassins (1995) de Richard Donner ;
- Stacy (Nicky Katt), dans le film L'Anglais (1999) de Steven Soderbergh ;
- Eli Cantor (Roland Giraud) dans le film Cross (1987) de Philippe Setbon ;
- Le Rital (Lino Ventura), aventurier et tueur à gages dans le film Le Rapace (1967) de José Giovanni ;
- Tony (Tony Leung Chiu-wai), tueur à gages dans le film À toute épreuve (1992) de John Woo ;
- Jimmy Tudeski dit Jimmy la Tulipe (Bruce Willis), dans Mon voisin le tueur (2000) de Jonathan Lynn et Mon voisin le tueur 2 (2004) de Howard Deutch ;
- Vincent (Tom Cruise) dans Collatéral (2004) de Michael Mann ;
- Jules Winnfield et Vincent Vega (Samuel L. Jackson et John Travolta), deux tueurs à gages travaillant pour Marsellus Wallace (Ving Rhames), dans le film Pulp Fiction (1994) de Quentin Tarantino ;
- Yuuji (Sho Aikawa), tueur à gages dans le film Rainy Dog (1997) de Takashi Miike ;
- (Dominique Zardi) dans le film Par où t'es rentré ? On t'a pas vu sortir (1984) de Philippe Clair ;
- Bernard Valenti (Olivier Marchal) dans le film Ne le dis à personne (2007) de Guillaume Canet
- Frank (Benoît Magimel) dans le film Truands (2008) de Olivier Marchal
- Cataleya Restrepo (Zoe Saldana) dans le film Colombiana (2011) de Olivier Megaton
- Domino Harvey (Keira Knightley) dans le film Domino (2005) de Tony Scott

## Jeux vidéo
- 47, dans la série de jeux vidéo Hitman ;
- John Jack, tueur à gages au service du C.R.I.M.E. dans le jeu vidéo Contract J.A.C.K. ;
- Nina Williams, issue de la série Tekken;
- Rubi Malone, issue du jeu WET;
- Bernick/Shelly de Killer, issu du jeu Phoenix Wright : Ace Attorney : Justice for All.

## Littérature
- Hasan, tueur à gages arabe, musulman sunnite, ancien rebelle ayant participé activement à la catastrophe des Trois Jours, dans le roman Toi l'immortel de Roger Zelazny ;
- James Raven, tueur à gages dans le roman Tueur à gages de Graham Greene, interprété par Alan Ladd dans l'adaptation cinématographique réalisé par Frank Tuttle ;
- Requin, ennemi de James Bond pourvu d'une mâchoire d'acier. Il apparaît dans les versions cinématographiques de L'espion qui m'aimait et Moonraker interprété par Richard Kiel ;
- Solo, mercenaire, tueur à gages, garde du corps qu'un joueur peut incarner dans le jeu de rôle Cyberpunk 2020 de William Gibson ;
- Urbain, narrateur du roman Journal d'Hirondelle écrit par Amélie Nothomb ;

## Télévision
- L'homme à la cigarette, tueur à gages ayant tué entre autres John Fitzgerald Kennedy et Martin Luther King, dans la série télévisée X-Files : Aux frontières du réel ;
- Jessica Sanders, devient tueuse à gages pour le compte de M. Linderman dans la série télévisée Heroes ;
- Jean-Baptiste Dréant, tueur à gages au service d'Irenne Bleuvenne dans la série télévisée Braquo
- Cad Bane, présent dans les séries Star Wars: The Clone Wars, Star Wars: The Bad Batch et Le Livre de Boba Fett.